# 亞美尼亞—阿塞拜疆在歐洲歌唱大賽中的關係
亞美尼亞和阿塞拜疆兩國分別自2006年和2008年起參與歐洲歌唱大賽，而兩國之間持續關於納戈爾諾-卡拉巴赫地區的衝突曾多次影響歌唱大賽的進行。該地區法理上属阿塞拜疆共和国，但自1993年起由宣布独立的納戈爾諾-卡拉巴赫共和國控制。
兩國在歌唱大賽中最顯著的衝突是發生於2009年的一屆，當時阿塞拜疆不滿位於納戈爾諾-卡拉巴赫的古蹟我們是我們的山出現在亞美尼亞競逐准决赛的介紹影片內；其後大會決定將該古蹟的畫面從影片中移除，亞美尼亞為了報復，在投票結果顯示時多番展示該古蹟的圖像。阿塞拜疆國營廣播機構其後被發現試圖審查亞美尼亞參賽歌曲和電話投票，並收集支持亞美尼亞的阿塞拜疆公民的名字和地址，以評估他們對國家潛在的安全威脅。阿塞拜疆因此事成為了爭論的焦點，歐洲廣播聯盟為此成立調查委員會，調查對該國的指控；最後，阿塞拜疆被罰款，而比賽的規則亦進行了修訂，使參選歐洲歌唱大賽的廣播機構需要對侵犯隱私承擔責任。
2010年青年歐洲歌唱大賽後，有亞美尼亞媒體報導指阿塞拜疆廣播公司在亞美尼亞勝出時隨即切斷直播。當阿塞拜疆準備主辦2012年歐洲歌唱大賽後，一群亞美尼亞音樂家發起杯葛歌唱大賽，最終亞美尼亞於2012年3月7日臨時宣布退出比賽；阿塞拜疆輿論認為亞美尼亞參與比賽是兩國間和平的象徵，指退賽的決定會進一步損害了亞美尼亞國家的聲譽。

## 2006年
2006年，歐洲歌唱大賽的官方網站指亞美尼亞在歌唱大賽的首個代表安德烈出生於「納戈爾諾-卡拉巴赫共和國」。阿塞拜疆媒體批評歌唱大賽承認該共和國，又指安德烈出生於1979年，該地區當時是阿塞拜疆蘇維埃社會主義共和國的自治州。其後，安德烈個人簡介上的「出生地」一欄被刪除。

## 2009年

### 介紹影片的爭議和結果
在第一場准决赛，亞美尼亞為參選歌曲《我親愛的》而設的介紹影片中出現了位於納戈爾諾-卡拉巴赫古蹟「我們是我們的山」。由於阿塞拜疆認為該地區是其一部分，阿塞拜疆官員對此作出投訴，其後大會決定將該古蹟的畫面從影片中移除。
為了對該決定作出抗議，該古蹟的圖像在投票結果顯示時被多番展示。在該項賽事，1,065名亞美尼亞人投票予阿塞拜疆，43名阿塞拜疆人則投票予亞美尼亞。

### 對投票者的審查和訊問
大賽後，有報導指阿塞拜疆廣播公司公眾電視曾試圖審查亞美尼亞在大賽中的演出，並掩蓋投票予亞美尼亞的數目，以阻止他人投票予該國；公眾電視否認指控，並提供錄像顯示沒有篡改廣播畫面。2009年8月，有投票予亞美尼亞的阿塞拜疆人指被巴庫國家安全部傳召問話，他們又指被指責“不愛國”和“潛在安全威脅”，其中一個被訊問的阿塞拜疆人聲稱他被告知有關當局已知悉所有投票支持亞美尼亞的阿塞拜疆人的名字和地址。
這些指控作出後，歐洲歌唱大賽行政主管宣布會調查事件；公眾電視回應指雖然「有兩人被邀請到國家安全部」，但國家安全部保證沒有人因在大賽投票而受到正式或非正式的訊問。歐洲廣播聯盟總幹事回應指投票的自由是「大賽的基石」，凡是因有人在大賽投票而被侵犯隱私或要求接受訊問，都完全不能接受；阿塞拜疆青年及體育部部長阿扎德·拉希莫夫否認有人因在大賽中投票予亞美尼亞而被被傳召至國家安全部，並指責自由歐洲電台／自由電台等媒體為創造醜聞而作出的指控。
歐洲廣播聯盟就此事在2009年9月11日於奧斯陸舉行，並在同月17日發表聲明，表示指控屬實，阿塞拜疆官員曾訊問投票者和侵犯他們的隱私；聯盟未有制裁阿塞拜疆或禁止該國參賽（該國可因這些指控而被停賽三年），但修訂了大賽規則，規定廣播公司需就「可供識別投票者身份的資料被披露」承擔責任（此前電信運營商也要承擔責任，但廣播聯盟不能因此制裁它們），阿塞拜疆亦被罰款2,700歐元。

## 2010年
在該年的歐洲青少年歌唱大賽，來自納戈爾諾-卡拉巴赫地區的亞美尼亞代表勝出；據稱，比賽在阿塞拜疆的轉播於他勝出時隨即被切斷。指控是由亞美尼亞廣播公司亞美尼亞公共電視的人員提出，但她否認該國正準備向歐洲廣播聯盟投訴此事，又指亞美尼亞公共電視不知道阿塞拜有否播出比賽，因為該國目前對事件“沒有興趣”，並認為有關指控僅出現於阿塞拜疆的論壇。
阿塞拜疆於2012年首次亮相於歐洲青少年歌唱大賽。

## 2012年
由於阿塞拜疆在上屆的歐洲歌唱大賽奪冠，2012年的歌唱大賽將由該國擔任東道主；雖然阿塞拜疆在成為東道主後暫時修改了其簽證政策，讓亞美尼亞人進入該國參加大賽（阿塞拜疆向來禁止亞美尼亞人入境），但是在一名20歲亞美尼亞士兵在兩國邊境被槍殺後，亞美尼亞出現了杯葛該屆歌唱大賽的運動。亞美尼亞官員最初指士兵是被阿塞拜疆狙擊手所殺，但亞美尼亞國防部其後承認該士兵是被同袍殺死。22名亞美尼亞音樂家聯署公開信，支持杯葛該屆歌唱大賽，又指他們「拒絕出現在一個以大規模殺戮和屠殺亞美尼亞人聞名、反亞美尼亞情緒已提升到國家政策層面的國家」。
2012年3月7日，亞美尼亞官員宣布該國將不參與2012年的大賽；歐洲廣播聯盟表示對亞美尼亞不參與大賽“真正地失望”，又指儘管聯盟和阿塞拜疆轉播商為亞美尼亞順利參與大賽付出努力，「超出我們控制下的情況」導致了「不幸的決定」。英國獨立電視台總經理表示對亞美尼亞不參與大賽感到遺憾，認為該國出席大賽會帶來「世界聯合、和平的信息」。有阿塞拜疆政治批評亞美尼亞代表團的決定，指該國拒絕參加「這樣備受尊重的大賽」會「進一步損害亞美尼亞已受損的形象」。
由於亞美尼亞遲遲才表明退賽，該國仍要支付參賽費用，另加參賽費用的一半作為罰款。亞美尼亞將出席2013年在瑞典舉行的歌唱大賽。